# Karl Ludwig Christian Rümker
Karl Ludwig Christian Rümker (Carl ou Charles Ludwig Christian Rümker ou parfois traduit en français par Georges-Louis-Chrétien Rumker) né le 18 mai 1788 à Stargard et décédé le 21 décembre 1862 à Lisbonne est un astronome allemand.
Son nom est donné à l'un des monts de la lune.